# Najran
Najran (tiếng Ả Rập: نجران Najrān), là một thành phố tại miền tây nam của Ả Rập Xê Út, gân biên giới với Yemen. Đây là thủ phủ của vùng Najran. Thành phố được xác định là đô thị mới, là một trong các thành phố phát triển nhanh nhất toàn quốc; dân số địa phương tăng từ 47.500 vào năm 1974 và 90.983 vào năm 1992 lên đến 246.880 vào năm 2004. Cư dân thành phố chủ yếu có nguồn gốc từ các bộ lạc cổ Yam, Makram và Hamdan. Kể từ năm 1924, quân Yemen phát động các cuộc tấn công nhằm sáp nhập Najrān. Theo cầu viện của thủ lĩnh một thị tộc của bộ lạc Yam, quân của Nhà Saud tiến hành bao vây Najran vào năm 1934, đánh bại quân Yemen.
Đa số cư dân Najran là tín đồ hệ phái Hồi giáo Shia và Ismail. Tín đồ hệ phái Hồi giáo Sunni là nhóm lớn thứ nhì trong thành phố, còn giáo phái Shia Zaydi là nhóm tôn giáo nhỏ nhất. Truyền thuyết địa phương cho rằng vùng đất lấy theo tên người đầu tiên định cư trong khu vực là Najran ibn Zaydan ibn Saba ibn Yahjub ibn Yarub ibn Qahtan.
Najran là một trung tâm của người Yemen về làm vải và ban đầu kiswah hay vải của Ka'aba được làm tại đây. Từng có một cộng đồng Do Thái giáo tại Najran, nối tiếng với quần áo họ làm ra. Theo truyền thuyết của người Do Thái Yemen, người Do Thái tại Najran có nguồn gốc từ Mười bộ lạc. Najran cũng là một điểm dừng chân quan trọng trên Con đường hương liệu.

## Khí hậu
| Dữ liệu khí hậu của Najran                | Dữ liệu khí hậu của Najran | Dữ liệu khí hậu của Najran | Dữ liệu khí hậu của Najran | Dữ liệu khí hậu của Najran | Dữ liệu khí hậu của Najran | Dữ liệu khí hậu của Najran | Dữ liệu khí hậu của Najran | Dữ liệu khí hậu của Najran | Dữ liệu khí hậu của Najran | Dữ liệu khí hậu của Najran | Dữ liệu khí hậu của Najran | Dữ liệu khí hậu của Najran | Dữ liệu khí hậu của Najran |
| Tháng                                     | 1                          | 2                          | 3                          | 4                          | 5                          | 6                          | 7                          | 8                          | 9                          | 10                         | 11                         | 12                         | Năm                        |
| ----------------------------------------- | -------------------------- | -------------------------- | -------------------------- | -------------------------- | -------------------------- | -------------------------- | -------------------------- | -------------------------- | -------------------------- | -------------------------- | -------------------------- | -------------------------- | -------------------------- |
| Trung bình ngày tối đa °C (°F)            | 24.4 (75.9)                | 26.3 (79.3)                | 28.4 (83.1)                | 31.3 (88.3)                | 34.6 (94.3)                | 36.9 (98.4)                | 36.9 (98.4)                | 36.6 (97.9)                | 34.9 (94.8)                | 30.3 (86.5)                | 26.5 (79.7)                | 25.9 (78.6)                | 31.1 (87.9)                |
| Trung bình ngày °C (°F)                   | 16.6 (61.9)                | 18.5 (65.3)                | 21.2 (70.2)                | 24.1 (75.4)                | 27.5 (81.5)                | 28.9 (84.0)                | 29.8 (85.6)                | 29.6 (85.3)                | 27.1 (80.8)                | 22.1 (71.8)                | 18.5 (65.3)                | 17.8 (64.0)                | 23.5 (74.3)                |
| Tối thiểu trung bình ngày °C (°F)         | 8.9 (48.0)                 | 10.8 (51.4)                | 14.0 (57.2)                | 16.9 (62.4)                | 20.4 (68.7)                | 21.0 (69.8)                | 22.7 (72.9)                | 22.7 (72.9)                | 19.3 (66.7)                | 14.0 (57.2)                | 10.6 (51.1)                | 9.7 (49.5)                 | 15.9 (60.7)                |
| Lượng mưa trung bình mm (inches)          | 4 (0.2)                    | 11 (0.4)                   | 57 (2.2)                   | 35 (1.4)                   | 7 (0.3)                    | 0 (0)                      | 2 (0.1)                    | 5 (0.2)                    | 2 (0.1)                    | 0 (0)                      | 1 (0.0)                    | 8 (0.3)                    | 132 (5.2)                  |
| Nguồn: Climate-Data.org (altitude: 1284m) |                            |                            |                            |                            |                            |                            |                            |                            |                            |                            |                            |                            |                            |